# Scarface (1932)
Scarface: The Shame of the Nation is een Amerikaanse misdaadfilm uit 1932 onder regie van Howard Hawks. In 1983 maakte Brian De Palma een nieuwe versie van deze film. Het scenario is losjes gebaseerd op het leven van Al Capone.

## Verhaal
Als Big Louis Costillo wordt vermoord, wordt zijn voormalige lijfwacht Tony Camonte opgepakt. Het lichaam van Costillo wordt nooit teruggevonden, waardoor Camonte weer wordt vrijgelaten. Het vermoeden bestaat dat Johnny Lovo, de grote concurrent van Costillo, Tony Camonte heeft betaald om Costillo uit de weg te ruimen. Langzamerhand begint Tony Camonte de macht over Chicago in handen te nemen. Dit gegeven leidt tot een grote maffiaoorlog, omdat Tony een grote bedreiging vormt voor Johnny Lovo en de andere maffiabazen in de stad. Ondertussen kost het Tony's zus grote moeite om onder de overbeschermende greep van haar broer uit te komen.

## Rolverdeling
| Acteur          | Personage          |
| --------------- | ------------------ |
| Paul Muni       | Tony               |
| Ann Dvorak      | Cesca              |
| Karen Morley    | Poppy              |
| Osgood Perkins  | Johnny Lovo        |
| C. Henry Gordon | Inspecteur Guarino |
| George Raft     | Rinaldo            |
| Vince Barnett   | Angelo             |
| Boris Karloff   | Tom Gaffney        |
| Purnell Pratt   | Uitgever           |
| Tully Marshall  | Hoofdredacteur     |
| Inez Palange    | Moeder van Tony    |
| Edwin Maxwell   | Hoofdinspecteur    |